# 半人馬山

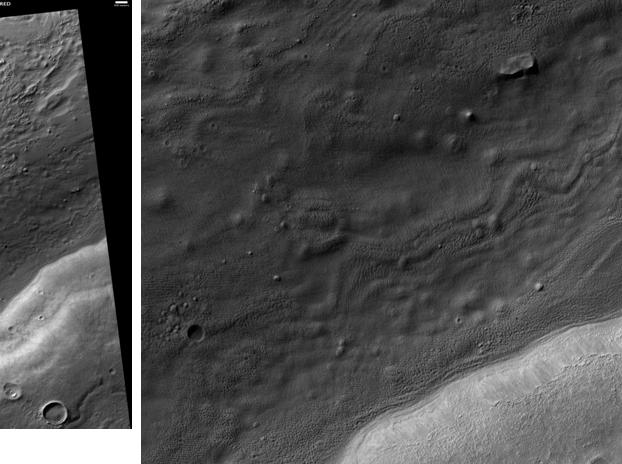
火星偵察軌道器的HiRISE拍攝的半人馬山影像。比例尺為 500 公尺。左側原始圖像的放大可看到明顯的地形細節。

半人馬山（Centauri Montes）是位於火星希臘區（Hellas quadrangle）的山脈，位於38°54′S 264°48′W / 38.9°S 264.8°W。該山脈延伸 270 公里，以火星的古典反照率特徵 Centauri Lacus 命名。

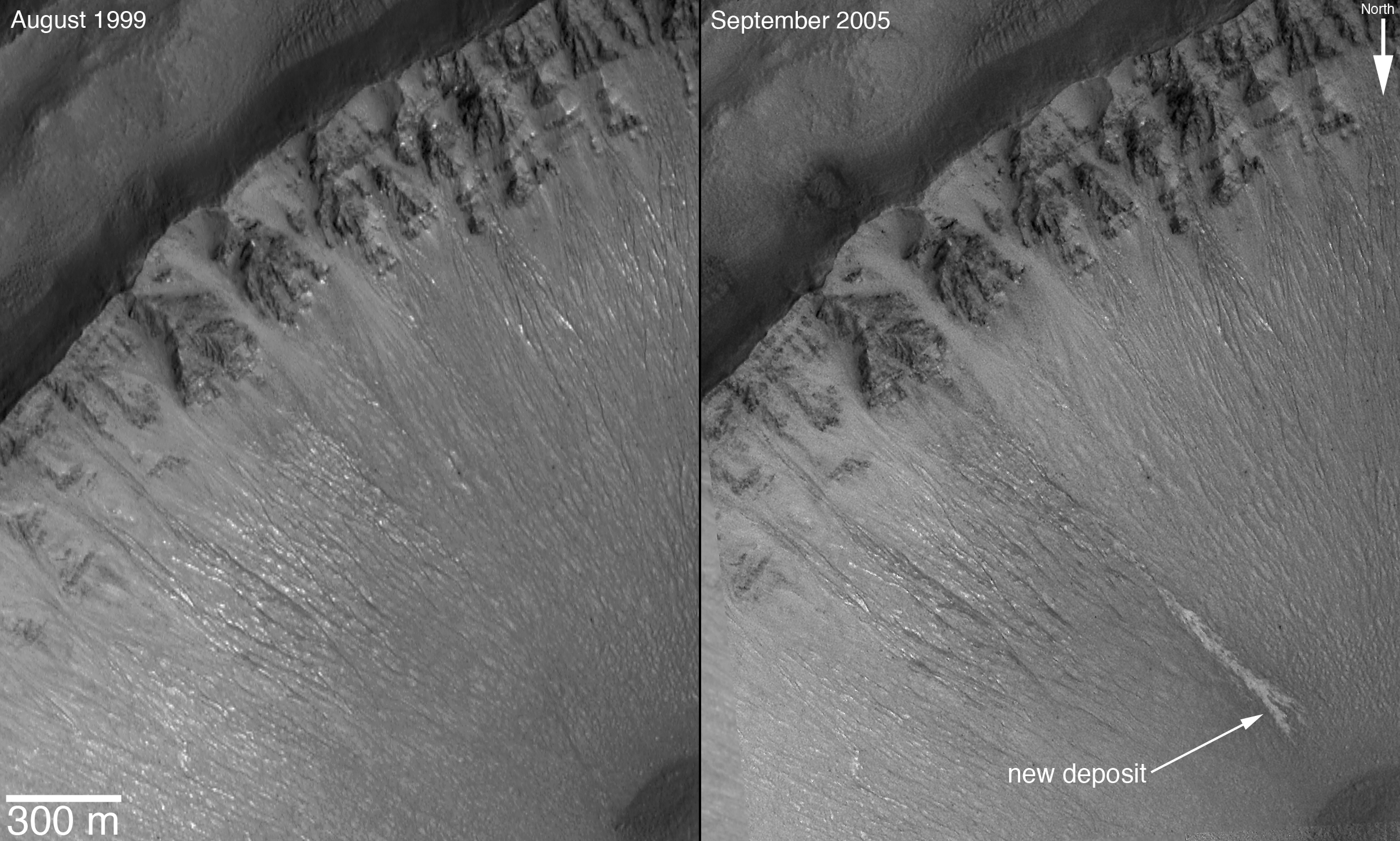
火星全球探勘者號於1999年和2005年拍攝的半人馬山內一個撞擊坑照片比較，可發現有新的溝壑形成。